# Oestophorella buvinieri
Oestophorella buvinieri is een slakkensoort uit de familie van de Trissexodontidae. De wetenschappelijke naam van de soort is voor het eerst geldig gepubliceerd in 1841 door Michaud.